# Cambuse

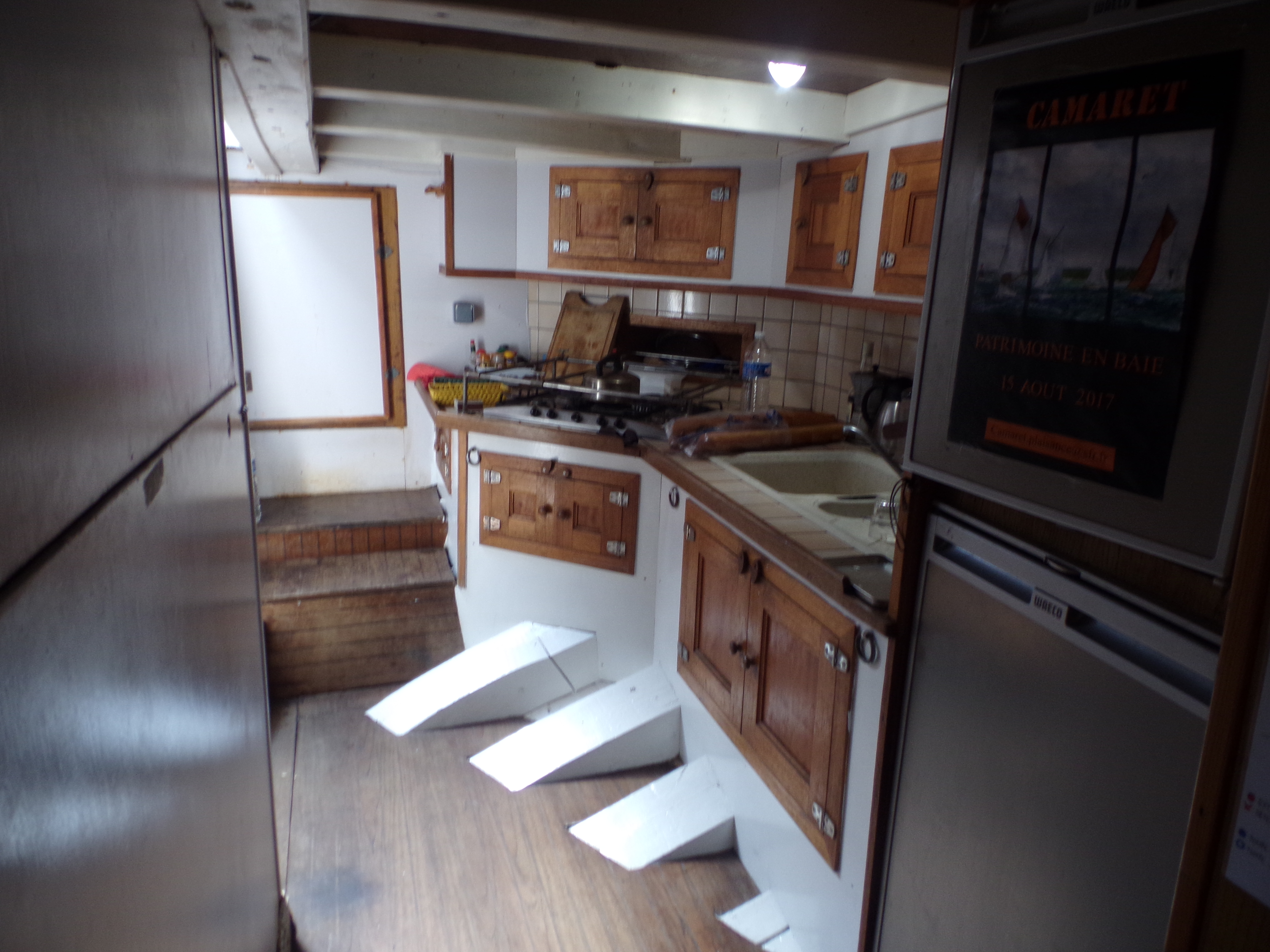
Cambuse du Belle-Étoile.

La cambuse est le local d'un navire, pris entre la cale et le faux-pont, où est entreposée, dans la marine traditionnelle, une partie des vivres. C'est notamment là que les cambusiers distribuent quotidiennement les vivres non cuisinés (eau, vin, pain…) à l'équipage,. C'est un espace sombre et souvent mal ventilé. À ne pas confondre avec la cuisine où sont préparés les repas, appelée cuisine de bord ou maïence. Dans l'usage moderne, le terme désigne un local, parfois appelé caisson de vivres dans un navire.

## Étymologie et extension du terme
Cambuse vient du néerlandais kombuis qui signifie « cuisine de navire, chaufferie », mot lui-même issu du bas-allemand kabūse, kambūse (réduit de bois situé sur le pont supérieur du navire, servant de cuisine et de lieu de repos) attesté à Breslau en 1422. Par métonymie et familièrement, on appelle cambuse la cantine d'un chantier, d'une usine ou un restaurant bon marché. En argot, il peut s'agir d'un cabaret mal famé ou une chambrette misérable, un taudis. Dans l'usage moderne, il désigne parfois à tort la cuisine d'un bateau.